# Rubus incisior
Rubus incisior es una especie de planta del género Rubus, perteneciente a la familia Rosaceae.

## Taxonomía
Rubus incisior fue descrita por H. E. Weber en 1982.

## Distribución
Se encuentra en el territorio de Países Bajos, Bélgica y Alemania.